# Indosament
Indosament neboli rubopis, případně žiro, je jednou z podmínek převodu směnky nebo jiného cenného papíru na řad (daný cenný papír se pak označuje jako ordre směnka, ordre šek apod.). Pokud je tedy na směnce rektadoložka nikoli na řad, nelze ji indosamentem převést (rektasměnky apod.). Indosament se píše na rub cenného papíru, kde indosant převádí práva z cenného papíru na indosatáře. Indosatář se po dalším převodu cenného papíru může stát dalším indosantem, je-li pak tedy na cenném papíru několik rubopisů, je cenný papír splatný držiteli, který jej podepsal naposled. Někdy se indosant označuje jako žirant a indosatář jako žiratář.
Indosace je písemný projev vůle dosavadního majitele cenného papíru, kterým chce tuto listinu převést na jiného. Vyjadřuje se obvykle slovy „za mne na řad“ (tzv. indosační doložka nebo ordre doložka) a jestliže následuje označení indosatáře, jde o vyplněný rubopis, bez tohoto označení o nevyplněný, neboli tzv. blankorubopis (blankoindosament). Na závěr je umístěn podpis indosanta.
Specifickými formami rubopisu je např. zmocňovací rubopis (prokuraindosament) nebo zástavní rubopis. Indosace se kromě šeků nebo směnek a oficiálních („fiat“) cenných papírů může vyskytovat i na směnkách v rámci různých lokálních měnových systémů.